# Xã Hamilton, Quận Monroe, Pennsylvania
Xã Hamilton (tiếng Anh: Hamilton Township) là một xã thuộc quận Monroe, tiểu bang Pennsylvania, Hoa Kỳ. Năm 2010, dân số của xã này là 9.083 người.